# Aleksandra Leliwa-Kopystyńska

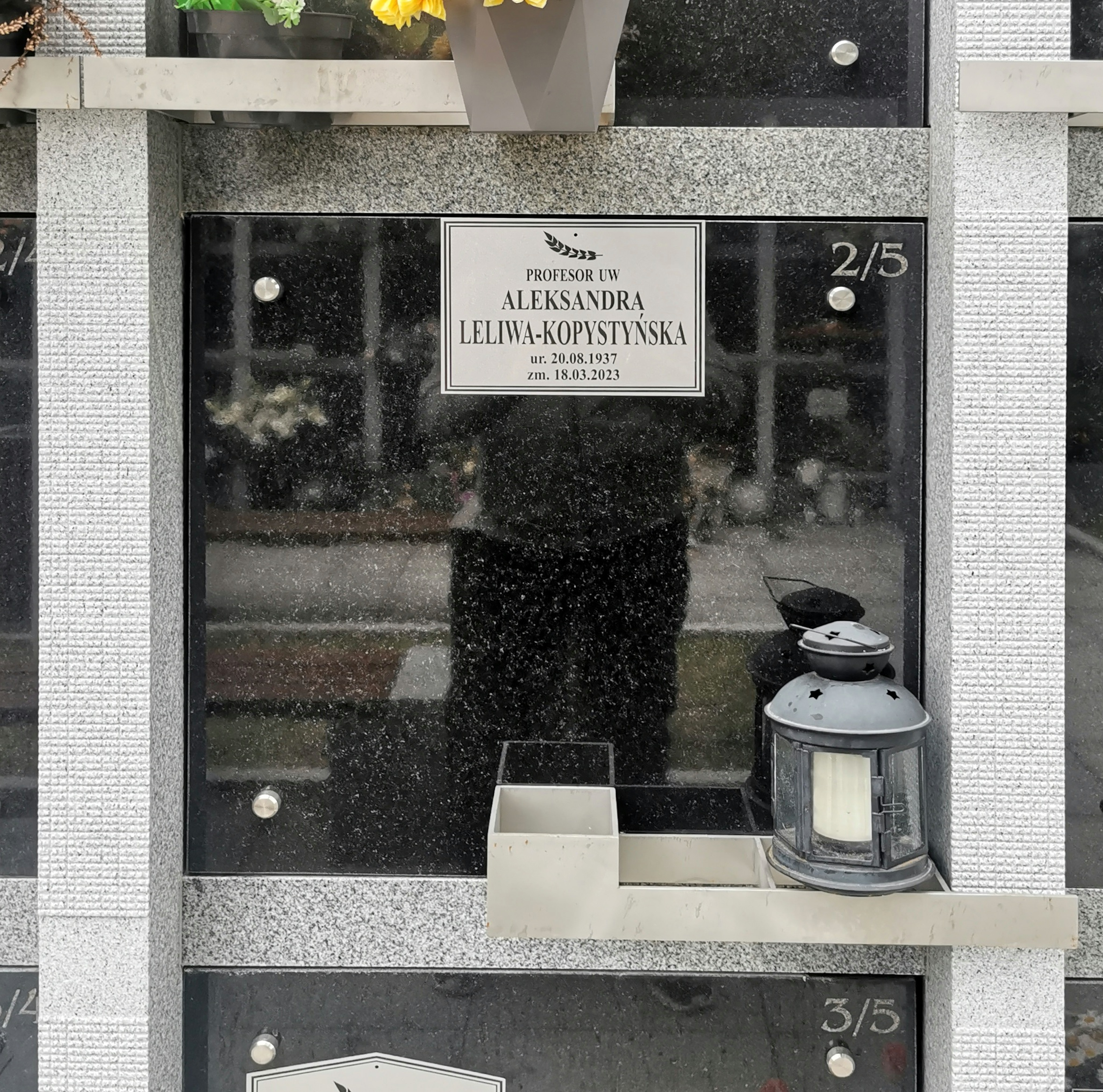
Grab von Aleksandra Leliwa-Kopistyńska auf dem Powązki-Militärfriedhof in Warschau

Aleksandra Leliwa-Kopystyńska (geboren 20. August 1937 in Warschau als Aleksandra Śmietanowski; gestorben 18. März 2023 ebenda) war eine polnische Physikerin und Professorin an der Universität Warschau. Von 2018 bis 2022 war sie Präsidentin der „Gesellschaft der Kinder des Holocaust“ (polnisch Stowarzyszenie Dzieci Holocaustu w Polsce, SDH).

## Leben
Aleksandra Leliwa-Kopystyńska wurde in einer polnisch-jüdischen Familie geboren. Sie war die Tochter von Józef Smitanowski, ein Sergeant der Polnischen Streitkräfte, der 1942 das Unabhängigkeitskreuz (polnisch Order Krzyża Niepodległości) erhielt, und Irena (Róży) Waksenbaum. Sie überlebte zusammen mit ihrer Mutter und ihrem älteren Bruder Stefan Śmietanowski (geboren 24. Februar 1930–1991) den Zweiten Weltkrieg.

## Wissenschaftlicher Hintergrund
Leliwa-Kopistynska spezialisierte sich auf Atom- und Experimentalphysik sowie Atom- und Spektroskopie. Sie arbeitete viele Jahre als Forscherin am Institut für Experimentalphysik und war außerdem Mitglied der Polnischen Physikalischen Gesellschaft (PTF), deren Generalsekretärin sie von 2002 bis 2003 war. Sie initiierte die Gründung der Frauenabteilung der PTF und fungierte als Vorsitzende des Prüfungsausschusses. Sie war außerdem Mitglied der „Gesellschaft der Kinder des Holocaust in Polen“ und fungierte von 2009 als Vizepräsidentin und von 2018 bis 2022 als Präsidentin. Sie war Mitglied des Museums der Geschichte der polnischen Juden in Warschau.

## Veröffentlichungen
- Wykłady z fizyki atomu. Państwowe Wydawnictwo Naukowe, Warschau 1989, ISBN 83-01-08829-X.
- mit Marek Adam Ostrowski: Informacja obrazowa: własności i detekcja promieniowania e-m, psychologia widzenia, przetwarzanie obrazów. Wydawnictwa Naukowo-Techniczne, Warschau 1992, ISBN 83-204-1277-3.